# Bracken (Vohwinkel)
Bracken ist eine aus zwei Wohnplätzen (Oberbracken und Unterbracken) bestehende Ortslage im Westen der bergischen Großstadt Wuppertal. Während Oberbracken als eigenständige Ortslage noch wahrnehmbar ist und heute als Bracken oder Kleinbracken bezeichnet wird, ist Unterbracken als Teil der durchgängigen Wohnbebauung an der Gräfrather Straße nicht mehr eigenständig wahrnehmbar.

## Lage und Beschreibung
Die Ortslage Oberbracken liegt auf einer Höhe von 222 m ü. NHN an der Bundesautobahn 46 im Wohnquartier Höhe im Stadtbezirk Vohwinkel. Unterbracken befindet sich in Wohnquartier Westring an der Kreuzung der Gräfrather Straße mit der Straße Westring.
Benachbarte Ortslagen sind: Halbenberg, Bies, Dasnöckel, Engelshöhe, Freudenberg, Görtscheid, Kirschsiepen, Kluse, Roßkamp und Schlüssel.

## Geschichte
Bracken wurde am 6. März 1345 urkundlich erwähnt, dann wieder im Jahr 1611. 1677 wurde aus steuerlichen Gründen ein Vermessungsverzeichnis der Honschaft Sonnborn angefertigt. In dem Verzeichnis werden zwei Güter Braacken mit einer Gesamtfläche von umgerechnet 36 Hektar und 29,7 Ar verzeichnet.
Auf der Topographia Ducatus Montani des Erich Philipp Ploennies von 1715 sind beide Ortslagen als Brack verzeichnet. Die Ortslagen sind ebenso auf der Topographischen Aufnahme der Rheinlande von 1824 verzeichnet. Um 1830 ist das Bracken in vier Güter mit fünf verschiedene Besitzern aufgeteilt, wobei auf Oberste- und Unterste Bracken zusammen 25 Hektar und 45,8 Ar kommen. Der Flächenverlust seit 1677 erklärt sich durch Absplisse, wie beispielsweise Kluse, das ein Abspliss von Oberste Bracken ist. Auch die kleinen Kotten Im Schlüsselbusch, Hackland, Am Halbenberg und Neue Hickster, die alle nach 1677 entstanden sind, gehörten ursprünglich zu der Fläche des Guts Oberste Bracken.
Ab den Messtischblättern von 1968 sind die Ortslagen nicht mehr beschriftet. Bracken gehörte zur 1867 von Haan getrennten Bürgermeisterei Sonnborn, die 1888 unter Gebietsverlusten an Elberfeld in die Gemeinde Vohwinkel überging.
Im Gemeindelexikon für die Provinz Rheinland von 1888 werden vier Wohnhäuser mit 34 Einwohnern angegeben.
Die Straße Kleinbracken, die von der Gräfrather Straße östlich nach Kleinbracken abzweigt, erhielt ihren Namen 1935.